# Буна (Чад)
Буна (фр. Bouna) — деревня и супрефектура в Чаде, расположенная на территории региона Мандуль. Входит в состав департамента Барх-Сара.

## Географическое положение
Деревня находится в южной части Чада, к востоку от реки Бендже, на высоте 379 метров над уровнем моря.
Населённый пункт расположен на расстоянии приблизительно 471 километра к юго-востоку от столицы страны Нджамены.

## Население
По данным официальной переписи 2009 года численность населения Буны составляла 66 273 человека (32 558 мужчин и 33 715 женщин). Население супрефектуры по возрастному диапазону распределилось следующим образом: 50,6 % — жители младше 15 лет, 45,7 % — между 15 и 59 годами и 3,7 % — в возрасте 60 лет и старше.

## Транспорт
Ближайший аэропорт расположен в городе Моисала.